# Giovanni Giuseppe Zandano
Giovanni Giuseppe Zandano (Torino, 1934 – Torino, 16 settembre 2022) è stato un economista italiano.

## Biografia
Figlio di un ferroviere e di Maddalena De Marchi, dopo il Liceo classico a Casale Monferrato (dove ebbe compagno di classe il giornalista Giampaolo Pansa), frequentò la Facoltà di Scienze Politiche di Torino.
Si laureò summa cum laude discutendo una tesi di Economia Politica sulla problematica delle migrazioni internazionali. Una sottotesi sulla Resistenza nel Vercellese discussa con Norberto Bobbio gli permise di essere da questo apprezzato al punto di venire da lui proposto come Assistente straordinario a Scienze Politiche.
Il suo primo incarico extra-universitario fu quello di docente al Centro Studi della CISL di Firenze, che teneva corsi di economia per i sindacalisti.
Vinta una borsa di studio Fullbright-Rockefeller, a Yale nel 1961 conseguì il Master of Arts in Economia Monetaria e Creditizia sotto la guida di Robert Triffin e nel 1964 il Ph.D sotto la supervisione di James Tobin. Nel 1963 e 1964 fu docente presso il Dipartimento di Economia della stessa Università.
Vinse altre tre borse di studio: quella della Earhart Foundation, quella di ricerca del CNR e il post-dottorato della NATO.
Negli stessi anni fu nominato Delegato italiano aggiunto al DAC (Developement Assistance Committee) dell’OCSE a Parigi e in seguito consulente all’UNCTAD (United Nations Conference on Trade and Development) presso il Segretariato delle Nazioni Unite a New York. Il tema era “Ricerca e proiezioni sul debito esterno dei Paesi in via di sviluppo” in collaborazione con la Banca Mondiale.
Volle però tornare in Italia perché i genitori stavano invecchiando e aveva deciso di sposarsi.

## La carriera

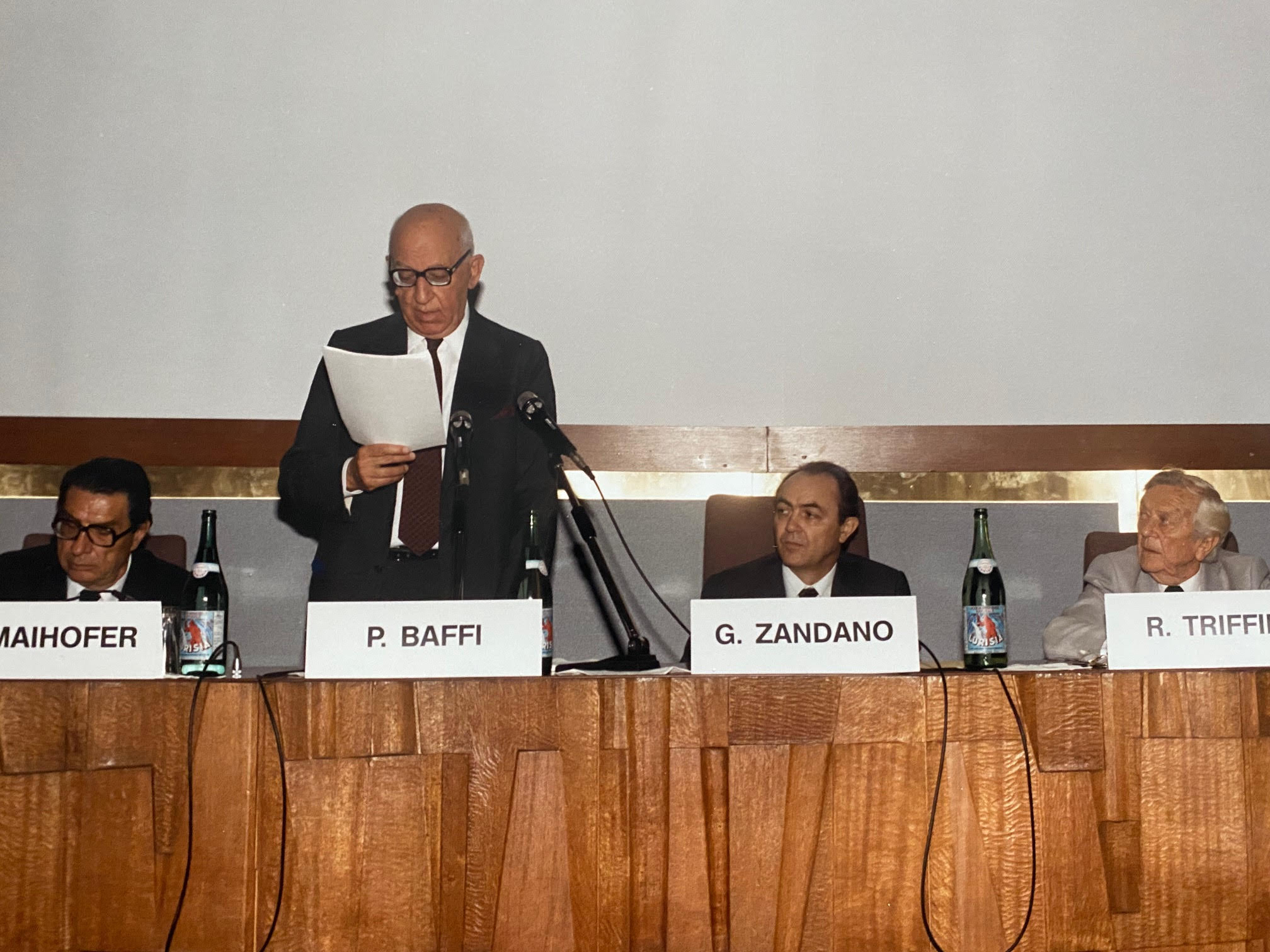
Giovanni Giuseppe Zandano con Robert Triffin e Paolo Baffi, Governatore della Banca d’Italia

Dopo un breve periodo come docente di Economia Politica a Modena, nel 1968 divenne professore straordinario di Economia monetaria e creditizia presso la Facoltà di Scienze economiche e bancarie dell’Università di Siena.
Dal 1971 al 1978 ricoprì la cattedra di Economia politica all’Università di Torino e dal 1978 al 1997 a La Sapienza di Roma, per tornare all’Università di Torino dal 1997.
Nel 1979 fu nominato Commissario Straordinario dell’Italconsult, società di engineering che stava realizzando l’oleodotto Algeria-Italia. Venne quindi la nomina a Presidente dell’Insud - Nuove Iniziative per il Sud, società a partecipazione statale che promuoveva iniziative nel Mezzogiorno nei campi turistico, forestale e manufatturiero. Zandano avviò partnership con primari operatori internazionali, come la Wagon Lits, la tedesca Tui (Robinson Club) e il Club Mediterranée (Valtur).
Nell’aprile 1983 fu chiamato a presiedere l’Istituto Bancario San Paolo di Torino, allora la quinta banca italiana con profondo radicamento in Piemonte. Sotto la sua guida l’Istituto diversificò le proprie attività in tutti i campi dell’economia e della finanza, dal Leasing al Factoring, dal Merchant Banking ai finanziamenti a medio-lungo termine tramite il Crediop; si estese con acquisizioni e aperture di nuovi sportelli in tutta Italia e si insediò, acquistando banche locali o partecipazioni o creando filiali, in buona parte del mondo: da Los Angeles a Singapore, da New York a Londra, da Francoforte a Parigi, a Zurigo, da Vienna al Lussemburgo, dal Cile al Madagascar. Assunse inoltre partecipazioni in diverse realtà come la britannica Hambro’s Bank, di cui divenne il secondo azionista, e la francese Compagnie Financière de Suez.
Accanto ai numerosi interventi in campo sociale, dettati dallo Statuto della Banca, Zandano volle dare vita ad una serie di operazioni minori ma di straordinaria utilità per fasce disagiate. L’inserimento nel mondo del lavoro dei figli di dipendenti con difficoltà psichiche; l’istituzione, in convenzione con la Regione Piemonte, di borse lavoro per ragazzi provenienti da centri di recupero o carceri minorili, molti dei quali venivano poi assunti; l’individuazione e l’accoglienza a Torino per farli curare presso l’Ospedale Infantile Regina Margherita dei bambini feriti durante la guerra in Bosnia, sono solo alcuni esempi.
Per razionalizzare gli interventi nel campo della cultura, diede vita alla Fondazione dell’Istituto Bancario San Paolo di Torino per la Cultura, la Scienza e l’Arte, chiamando a far parte del Comitato Esecutivo nomi di rilievo del mondo scientifico e affidandone il coordinamento per la parte relativa all’ecologia a Piero Angela. La Fondazione fu tra i primi nel mondo ad organizzare ricerche e convegni sui temi dell’ambiente.
Nel campo della cultura il debutto avvenne con la completa ristrutturazione del Museo Egizio di Torino, cui seguirono il restauro del borgo di San Fruttuoso di Camogli di proprietà del FAI, della Basilica di Superga di Torino, gli interventi sulla Galleria di Brera e su numerose altre realtà locali. Un’operazione significativa fu il salvataggio dell’Orchestra Sinfonica della RAI di Torino, destinata a sparire, che divenne invece l’Orchestra Sinfonica Nazionale della RAI.
Nel 1997, in ottemperanza alla Legge Amato, avviò la privatizzazione dell’Istituto, scorporando l’attività bancaria e assegnando alla fondazione, Compagnia di San Paolo, tutte le attività sociali che l’Istituto svolgeva da oltre 400 anni. La Compagnia di San Paolo sarà il primo azionista della Banca privatizzata.
L’anno successivo iniziò la procedura per la fusione con l’IMI, Istituto Mobiliare Italiano, che si realizzerà dopo la sua uscita dalla Banca il 30 aprile 1998. Rimarrà Presidente della Compagnia di San Paolo e poi della Fondazione per la Cultura, la Scienza e l’Arte.
Successivamente fu per alcuni anni Presidente della S.E.I., Società Editrice Internazionale.
Fin da giovanissimo collaborò a testate nazionali e straniere su temi di economia, finanza e lavoro, proseguendo questa attività anche dopo il suo ritiro dalla vita attiva. È autore di oltre 150 pubblicazioni in materia economica e finanziaria. Ne citiamo alcune:
- La domanda di moneta e la politica monetaria e fiscale del 1966,
- Introduzione all’economia monetaria e creditizia: domanda ed offerta di moneta del 1975,
- Un modello econometrico a due settori per l’economia italiana del 1982,
- Gli anni del malessere 2001-2006. Analisi e prospettive della politica economica italiana  del 2007, forse la sua pubblicazione di maggiore successo, data la grande attualità del tema.

## Onorificenze
Nel 1987 fu insignito dal Ministero dei Beni Culturali della Medaglia d’Oro ai Benemeriti della Cultura e dell’Arte.
Fu Cavaliere dell’Ordine di Malta.